# Marc Janko
Marc Janko (* 25. června 1983, Vídeň, Rakousko) je bývalý rakouský fotbalový útočník a reprezentant, od února 2018 hráč klubu FC Lugano. Mimo Rakousko působil na klubové úrovni v Nizozemsku, Portugalsku, Turecku, Austrálii, Česku a Švýcarsku. 4. července 2019 oznámil konec hráčské kariéry.
V roce 2008 získal v Rakousku ocenění Fotbalista roku.

## Klubová kariéra
Mimo Rakousko hrál klubové soutěže v Nizozemsku, Portugalsku, Turecku, Austrálii, Švýcarsku a ČR.
V sezóně 2008/09 se stal v dresu FC Red Bull Salzburg nejlepším střelcem rakouské Bundesligy. Se stejným klubem se stal třikrát rakouským mistrem (2006/07, 2008/09, 2009/10). V dresu FC Porto se stal mistrem Portugalska (2011/12), s Basilejí dvakrát mistrem Švýcarska (2015/16, 2016/17). V dresu Sydney FC se stal nejlepším kanonýrem A-League v sezóně 2014/15.

### AC Sparta Praha
V červnu 2017 podepsal dvouletý kontrakt se Spartou Praha. Přišel jako volný hráč (zadarmo), jelikož neprodloužil smlouvu v FC Basilej.

#### Góly
| Gól | Datum        | Soutěž (kolo)      | Zápas                                 | Skóre (minuta) | Výsledek    |
| --- | ------------ | ------------------ | ------------------------------------- | -------------- | ----------- |
| 1   | 14. 7. 2017  | Přátelské utkání   | AC Sparta Praha – Blackburn Rovers FC | 1:00(50.)      | 1:0         |
| 2   | 25. 10. 2017 | Pohár (Osmifinále) | AC Sparta Praha – FC Baník Ostrava    | 1:10(77.)      | 2:3 po pen. |
| 3   | 5. 3. 2018   | 1. liga (13.)      | AC Sparta Praha – FC Fastav Zlín      | 2:10(79.)      | 2:2         |

### FC Lugano
Jeho angažmá ve Spartě nebylo příliš úspěšné a tak v únoru 2018 odešel za cca 15 milionů Kč do švýcarského klubu FC Lugano.

#### Góly
| Gól | Datum       | Soutěž (kolo) | Zápas                      | Skóre (minuta) | Výsledek |
| --- | ----------- | ------------- | -------------------------- | -------------- | -------- |
| 1   | 4. 3. 2018  | 1. liga (24.) | FC Lugano – BSC Young Boys | 2:30(86.)      | 2:4      |
| 2   | 18. 4. 2018 | 1. liga (30.) | FC Sion – FC Lugano        | 0:10(64.)      | 0:1      |

## Reprezentační kariéra
Janko působil v některých mládežnických reprezentacích Rakouska (U18, U21).
V A-mužstvu Rakouska debutoval 23. května 2006 pod trenérem Josefem Hickersbergerem v přátelském utkání ve Vídni proti Chorvatsku (prohra 1:4). Nastoupil na hřiště v základní sestavě a hrál do 64. minuty. Zúčastnil se EURA 2016 ve Francii.